# شهرداری در ترکیه
شهردار در ترکیه، رئیسِ ادارهٔ شهرداری و نمایندهْ شخص حقوقی شهرداری است. شهردار، طبق اصول و تشریفاتی که در قانونِ مربوطه تعیین شده انتخاب می‌شود. شهردار در مدتِ تصدی خود نمی‌تواند در نهادهای مدیریتی و کنترلیِ احزابِ سیاسی شرکت کند و همچنین نمی‌تواند به عنوانِ رئیس یا مدیریتِ باشگاه‌های ورزشیِ حرفه‌ای حضور داشته باشد.

## وظایف و اختیارات شهرداران
بنابر مادهٔ ماده ۳۸ قانون اساسی، وظایف و اختیارات شهردار به شرح زیر است:
1. به عنوان بالاترین مقام سازمان شهرداری، هدایت و اداره سازمان شهرداری و حفظ حقوق و منافع شهرداری برعهدهٔ شهردار است. شهردار، وکالتِ شهرداری در ادارات و تشریفات دولتی و مراجع قضایی به عنوان شاکی یا متشاکی را برعهده دارد یا می‌تواند در این زمینه، نماینده‌ای برای خود انتخاب کند.
2. ریاست مجلس و شورا
3. مدیریت اموال منقول و غیرمنقول شهرداری.
4. پیگیری و وصول درآمدها و مطالبات شهرداری.
5. انعقاد قرارداد مشروط بر اتخاذ تصمیم از مراجع ذیصلاح.
6. اجرای مصوبات مجلس و شورا.
7. اجرای بودجه و تصویب نقل و انتقالاتی در بودجه که خارج از اختیارات مجلس و شورا است.
8. استفاده از اعتبارات تخصیص‌یافته در بودجه برای فقرا و نیازمندان، خدمات‌رسانی به معلولان و ایجاد کانون معلولان.
9. انجام وظایف و استفاده از اختیاراتی که قانون به شهرداری داده و نیاز به تصمیم شورای شهر یا شورای شهر ندارد.

همچنین:
1. ارائه حساب قطعی شهرداری به شورای شهر
2. تهیه لایحه بودجه و تقدیم به مجلس
3. ارائه گزارش فعالیت به شورای شهر
4. انتصاب پرسنل شهرداری و ارائه انتصابات در پست‌های مدیریتی به شورای شهر
5. تفویض برخی از وظایف و اختیارات خود در صورت صلاحدید
6. دعوت شورا به جلسات در مواقع ضروری و تهیه دستور جلسه شورای شهر
7. انتصاب یکی از اعضای شورای شهر به عنوان قائم مقام شهردار
8. در شهرهای بالای ۵۰٬۰۰۰ نفر جمعیت، برنامه راهبردی را ظرف شش ماه پس از انتخابات عمومی ادارات محلی و برنامه عملکرد سالانه را قبل از شروع سال تهیه و به شورای شهر ارائه کند.
9. تأمین نظم در کار شورای شهر
10. تعیین دستور جلسه شورای شهر و ابلاغش حداقل سه روز قبل به اعضا و اعلام آن به طرق مختلف به مردم
11. امضای صورتجلسه مجلس
12. امضای تصمیمات شورای شهر
13. تصمیماتی را که غیرقانونی می‌داند با ذکر دلایل ظرف مدت ۵ روز به مجلس بازگرداند
14. ابطال تصمیمات غیرقانونی شورای شهر و ظرف ۱۰ روز به دادگستری اداری مراجعه کند.
15. پاسخ به طرح عدم اعتماد از صحن مجلس در صورت در دستور کار قرار گرفتن طرح عدم اعتماد از طرف حداقل یک سوم اعضای مجلس

کمک‌هزینهٔ ناخالص ماهانه به مقدار یافت شده با ضرب رقم شاخص در ضریب ماهانه تعیین شده و به کارمندان دولت پرداخت می‌شود. کمک‌هزینه شهردار در زمان خدمت، هنگامِ مرخصی یا بیماری قطع نمی‌شود. در صورتی که افرادی که به عنوان شهردار خدمت کرده‌اند به سمتی بر اساس قوانین پرسنلی منصوب شوند، مدت آنها به عنوان شهردار تمام‌شده محسوب می‌شود.
طبق قانون کارمندان کشوری شماره ۶۵۷، حقوق و مزایای اجتماعی مربوط به کارمندان کشوری و افراد تحت تکفلِ آنها بر اساس همان اصول و رویه‌ها، شامل شهرداران و افراد تحت تکفل آنها نیز می‌شود.

## حقوق و مزایا
بر اساس معیارهای سال ۲۰۲۴ شهردارهای ترکیه بر اساس معیار زیر حقوق دریافت می‌کنند:
- شهرهای بالای ۲ میلیون نفر: ۱۷۶٫۷۳۵ لیر
- شهرهای یک تا ۲ میلیون نفر: ۱۴۴٫۳۰۰ لیر
- شهرهای ۵۰۰ هزار تا یک میلیون نفر: ۱۱۹٫۶۷۰ لیر
- شهرهای ۲۵۰ تا ۵۰۰ هزار نفر: ۱۰۴٫۴۵۳ لیر
- شهرهای ۱۰۰ تا ۲۵۰ هزار نفر: ۸۹٫۲۳۵ لیر
- شهرهای ۵۰ تا ۱۰۰ هزار نفر: ۷۷٫۸۲۲ لیر
- شهرهای ۱۰ تا ۵۰ هزار نفر: ۶۲٫۶۰۵ لیر
- شهرهای زیر ۱۰ هزار نفر: ۵۴٫۹۹۶ لیر[۳]